# Бабкін Олександр Іванович
Олександр Іванович Бабкін (нар. 9 (22) листопада 1906, Харків, Російська імперія — пом. 1991) — радянський футболіст, воротар.
З дванадцяти років працював слюсарем на Харківському паровозобудівному заводі. 1928 року став основним голкіпером футбольної команди підприємства. У сезоні 1933 визнаний найкращим воротарем Радянського Союзу (див. Список 33 найкращих футболістів сезону в СРСР).
У 1932–1933 роках провів п'ять неофіційних матчів за збірну СРСР (усі проти команди Туреччини).
Завершував виступи у складі харківського «Локомотива» (1935–1937). Деякий час працював у міському комітеті фізкультури і спорту. У 1938 році повернувся на паровозобудівний завод, де продовжив трудову діяльність.